# Law & Order: Criminal Intent
(Tagline della serie televisiva)
Law & Order: Criminal Intent è una serie televisiva statunitense prodotta dal 2001 al 2011, creata da Dick Wolf e René Balcer.
La serie nasce come secondo spin-off di Law & Order - I due volti della giustizia sempre creata da Wolf, e si differenzia da essa per un approccio di tipo psicologico alle indagini (nonché per l'assenza della parte processuale, tipica invece della serie madre). Protagonisti storici sono il detective Robert Goren (Vincent D'Onofrio) e la collega detective Alexandra Eames (Kathryn Erbe), ma nel corso delle stagioni la serie ha più volte mutato il suo cast.
La serie è stata trasmessa in prima visione negli Stati Uniti dal 30 settembre 2001 al 26 giugno 2011; le prime sei stagioni sono state trasmesse da NBC, mentre le ultime quattro sono andate in onda su USA Network.
In Italia la serie è stata trasmessa in chiaro da Rete 4 per le prime nove stagioni e Top Crime ha in seguito trasmesso per la prima volta la decima ed ultima, mentre la rete Iris ha trasmesso alcuni sporadici episodi precedentemente saltati su Rete 4; sul satellite da Fox Crime e sul digitale terrestre da Joi e Premium Crime.

## Produzione
Durante le riprese della terza stagione Kathryn Erbe (detective Alexandra Eames) si è assentata dalla serie a causa della sua maternità, ed è stata brevemente sostituita da Samantha Buck (detective Lynn Bishop) dal 5º all'11º episodio della stagione. Nel 2004 l'attore Vincent D'Onofrio (detective Robert Goren) è vittima di un collasso sul set; il medico gli impone di girare solo 10 episodi l'anno di Criminal Intent, così i produttori decidono di creare una seconda squadra che si alterni a quella di Goren/Eames, interpretata da Chris Noth (detective Mike Logan – riprende il personaggio già ricoperto in Law & Order - I due volti della giustizia) e da Annabella Sciorra (detective Carolyn Barek). La Sciorra abbandona la serie dopo una sola stagione, e viene sostituita da Julianne Nicholson (detective Megan Wheeler). La Nicholson rimane poi per ben due volte consecutive incinta, ed è sostituita la prima volta da Alicia Witt (detective Nola Falacci) durante la prima parte della settima stagione e, successivamente da Kathryn Erbe, che appare così in tutti e due i team per gli ultimi 4 episodi dell'ottava stagione. Chris Noth lascia la serie al termine della settima stagione ed è sostituito come protagonista da Jeff Goldblum (detective Zack Nichols) a partire dall'ottava stagione.
La nona stagione presenta i cambiamenti più radicali; escono di scena D'Onofrio, Erbe, Nicholson ed Eric Bogosian, pertanto rimane solo Goldblum, affiancato da una nuova partner interpretata da Saffron Burrows (detective Serena Stevens), e da un nuovo capitano interpretato da Mary Elizabeth Mastrantonio (Cap. Zoe Callas); si ritorna così alla formula originale del programma che prevedeva una sola squadra investigativa. Poiché gli ascolti sono calati drasticamente dopo l'uscita di scena del cast storico, Goldblum decide di lasciare la serie dopo la nona stagione, visto che ancora non era stata rinnovata per un decimo ciclo.
Il 22 settembre 2010 il canale USA Network ha così ordinato una decima stagione conclusiva e celebrativa di otto episodi per chiudere le vicende della serie, convincendo D'Onofrio e la Erbe a riprendere i loro ruoli storici, trasmessa dal 1º maggio al 26 giugno 2011.

## Trama
(Introduzione agli episodi di Law & Order: Criminal Intent, recitata all'inizio di ogni episodio da Steven Zirnkilton nella versione originale.)
La serie tratta di un'unità speciale del New York Police Department che risolve i crimini grazie all'approccio psicologico. La parte processuale è assente. I protagonisti sono i detective con le loro intuizioni e i loro studi.

## Episodi
| Stagione         | Episodi | Prima TV originale | Prima TV Italia |
| ---------------- | ------- | ------------------ | --------------- |
| Prima stagione   | 22      | 2001-2002          | 2003-2004       |
| Seconda stagione | 23      | 2002-2003          | 2004-2005       |
| Terza stagione   | 21      | 2003-2004          | 2005            |
| Quarta stagione  | 23      | 2004-2005          | 2007-2008       |
| Quinta stagione  | 22      | 2005-2006          | 2007-2008       |
| Sesta stagione   | 22      | 2006-2007          | 2008            |
| Settima stagione | 22      | 2007-2008          | 2008-2009       |
| Ottava stagione  | 16      | 2009               | 2009-2010       |
| Nona stagione    | 16      | 2010               | 2011            |
| Decima stagione  | 8       | 2011               | 2011            |

## Personaggi e interpreti
- Detective Robert Goren (stagioni 1-10), interpretato da Vincent D'Onofrio, doppiato da Michele Di Mauro (ep. 1-5), e da Donato Sbodio (ep. 6-195).
- Detective Alexandra Eames (stagioni 1-10), interpretata da Kathryn Erbe, doppiata da Sonia Mazza (st. 1-5) e da Germana Pasquero (st. 6-10).
- Capitano James Deakins (stagioni 1-5), interpretato da Jamey Sheridan, doppiato da Massimiliano Lotti.
- Assistente Procuratore Distrettuale Ron Carver (stagioni 1-5), interpretato da Courtney B. Vance, doppiato da Cesare Rasini.
- Detective Mike Logan (stagioni 5-7), interpretato da Chris Noth, doppiato da Gino La Monica.
- Detective Carolyn Barek (stagione 5), interpretata da Annabella Sciorra, doppiata da Roberta Greganti.
- Detective Megan Wheeler (stagioni 6-8), interpretata da Julianne Nicholson, doppiata da Angela Brusa.
- Detective Nola Falacci (stagione 7), interpretata da Alicia Witt, doppiata da Selvaggia Quattrini.
- Capitano Daniel Ross (stagioni 6-9), interpretato da Eric Bogosian, doppiato da Riccardo Lombardo.
- Detective Zach Nichols (stagioni 8-9), interpretato da Jeff Goldblum, doppiato da Fabrizio Pucci.
- Detective Serena Stevens (stagione 9), interpretata da Saffron Burrows, doppiata da Roberta Bosetti.
- Capitano Zoe Callas (stagione 9), interpretata da Mary Elizabeth Mastrantonio, doppiata da Anna Radici.
- Detective Lynn Bishop (stagione 3), interpretata da Samantha Buck, doppiata da Anna Lana.

### Guest star

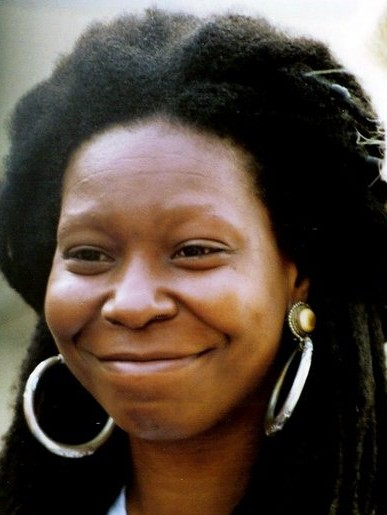
Whoopi Goldberg guest star nella 5ª stagione

Nella prima stagione sono apparsi: Dianne Wiest, Jake Weber, Peter McRobbie, Michael O'Keefe e Stephen McKinley Henderson.
Nella seconda stagione sono apparsi: Tim Guinee, Liam Aiken, Richard Bright e Paul Wesley.
Nella terza stagione sono apparsi: Bobby Cannavale, Jane Adams, Claire Bloom e T. R. Knight, John Krasinski.
Nella quarta stagione sono apparsi: Robert Carradine, Olivia d'Abo, Neil Patrick Harris e Jane Fonda.
Nella quinta stagione sono apparsi: Whoopi Goldberg, Colm Meaney, Carolyn McCormick, Elizabeth Berkley, Julian Sands, Olivia d'Abo, Alison Pill e Michael York.
Nella sesta stagione sono apparsi: Rita Moreno, Brooke Shields, Fran Drescher, Jana Robbins e Michael Biehn.
Nella settima stagione sono apparsi: Peter Coyote, Barbara Walsh, Kelli Giddish e Danny Burstein.

## Remake
Visto il successo della serie, venne prodotto in Francia un adattamento della serie che portava il titolo di Paris Enquêtes Criminelles: questa serie consta di 20 episodi suddivisi in tre stagioni andati in onda in Francia tra il 2007 e il 2008. In Italia è giunta con il titolo di Law & Order Criminal Intent: Parigi ed è andata in onda dapprima sul canale satellitare pay Fox Crime nel 2008 e, successivamente, in chiaro sul canale Giallo nel 2012.
Inoltre è stato prodotto un secondo adattamento della serie in Russia dove portava il titolo di Закон и Порядок: Преступный умысел (Law & Order: Criminal Mind): questa serie consta di 60 episodi suddivisi in tre stagioni andate in onda in Russia tra il 2007 e il 2009. In Italia la serie è inedita.
Entrambi i remake si avvalevano della consulenza di Dick Wolf.